# Македонски храст
Македонски храст или црни цер, острогун (лат. Quercus trojana) листопадно је дрво из рода храстова. Распрострањена је од југоисточне Европе до југозападне Азије, од јужне Италије, широм јужног Балкана, све до грчке Македоније (по којој је добио назив) и западне Турске. Расте у сувим подручијима на ниским до умерено високим надморским висинама (до 1.550 метара у Турској).

## Опис
Величина стабла се креће од мање до средње величине. Некада може израсти и до 20 м високо и достићи грудни пречник од преко 100 центиметара. Крошња у младости је пирамидална, касније широка, јајаста и полукугласта. Када зрели након 18 месеци од опрашивања жир је дугачак 2-4 центиметра.

## Синоними[6]
- Griseb.
- (A.DC.) Fiori & Paol.
- Pantan.
- A.Longo
- Kotschy, Mattei & Bald.
- A.DC.
- Balsamaki
- Borbás
- Gavioli